# Iosif I al Sfântului Imperiu Roman
Iosif I (n. 26 iulie 1678, Viena, Monarhia Habsburgică – d. 17 aprilie 1711, Viena, Monarhia Habsburgică) a fost Împărat al Sfântului Imperiu Roman, rege al Boemiei, Croației și al Ungariei,  (1705-1711).
A fost fiul cel mare al împăratului Leopold și al celei de-a treia soții, Eleonore-Magdalena de Pfalz-Neuburg.
În data de 15 aprilie 1706 a încuviințat ca episcopul Isaia Diacovici să înființeze Episcopia Aradului, pentru credincioșii ortodocși.